# 셋쓰톤다역
셋쓰톤다역(일본어: 摂津富田駅,せっつとんだえき)은 오사카부 다카쓰키시에 있는, 서일본 여객철도의 도카이도 본선(JR 교토 선) 상의 역이다.
한큐 전철 교토 본선의 톤다 역 과는 약 300m로 비교적 가깝기 때문에, 도보로도 환승이 가능하다.

## 개요 및 역 구조
2면 4선의 섬식 플랫폼이 있는 지상역이다. 역사는 교상화되어있으며, 일반 개찰구는 교상 중앙부에 있다. 또, 플랫폼 동단의 다리 위에는 마쓰시타 출구라고 불리는 개찰구가 있어, 평일에는 마쓰시타 전기 산업 및 메이지 제과로 출근하는 사원이, 휴일에는 버스로의 환승객이 이용한다.
ICOCA, J스루 카드를 이용할 수 있으며, ICOCA 상호 이용대상인 PiTaPa (스룻토 간사이 협의회)도 이용가능하다.

### 승강장
↑오사카·산노미야 방면

| １２ | | ３４ |

다카쓰키·교토 방면↓
| 1 | ●JR 교토 선 (하행 외측선) | 통과열차만 존재, 폐쇄되어 있음  |
| 2 | ●JR 교토 선 (하행 내측선) | 오사카·산노미야·다카라즈카 방면 |
| 3 | ●JR 교토 선 (상행 내측선) | 다카쓰키·나가오카쿄·교토 방면   |
| 4 | ●JR 교토 선 (상행 외측선) | 통과열차만 존재, 폐쇄되어 있음  |

### 기타 시설
- 자유 통로
  - 자동 발매기, 미도리노마도구치 외에도, 매점이나 역내 편의점이 있다.
- 배리어 프리
  - 개찰구 바깥에는 북쪽 출구, 남쪽 출구에 오름 전용의 에스컬레이터가 설치되어 있지만, 둘다 오후 9시면 정지한다. 개찰구 안쪽에는 2008년 8월 7일부터 상하 에스컬레이터 및 엘리베이터를 설치하고 있다.

## 역세권 정보

### 버스 터미널
북쪽 출구 쪽에 다카쓰키 시영 버스 및 한큐 버스의 터미널이 있으며, 택시 승강장도 병행 설치 되어있다.

## 역사
- 1924년 7월 25일 - 일본국유철도의 역으로 개업, 여객, 화물 취급 개시.
- 1975년 8월 1일 - 화물 취급 폐지. 마쓰시타 전기 산업 다카쓰키 공장에의 전용선이 있어 화물 수송은 계속 하고있다.
- 1987년 4월 1일 - 일본국유철도 분할 민영화에 의하여, 서일본 여객철도의 역이 됨.

## 이용 현황
2006년도의 1일 평균 승차량은 20,910명으로, 서일본 여객철도의 역 중에서는 45위이다.

## 인접역 정보
| 서일본 여객철도 도카이도 본선 | 서일본 여객철도 도카이도 본선 | 서일본 여객철도 도카이도 본선 |
| ----------------------------- | ----------------------------- | ----------------------------- |
| 다카쓰키 교토 방면            | ● JR 교토 선 ■ 보통           | JR소지지 오사카 방면          |